# Savoir Adore
Savoir Adore（サヴォワール・アドー）は、ニューヨーク、ブルックリン出身の音楽ユニット。

## 概要
2008年、The Adventures of Mr. Pumpernickel and the Girl with Animals in Her Throatでデビュー。

"Dreamers"は、コナミのワールドサッカー ウイニングイレブン 2013に使用された。

## ディスコグラフィー
- The Adventures of Mr. Pumpernickel and the Girl with Animals in Her Throat (2008年5月6日)
- "The Machines EP" (2009年5月16日)
- In the Wooded Forest (2009年6月14日)
- Our Nature (2013年6月4日)